# Cime de la Forchetta
La cime de la Forchetta est un sommet italien situé dans la haute vallée du Gesso.

## Toponymie
Ce sommet possède trois cimes, à l'image d'une petite fourche ou fourchette, d'où son nom en italien, forchetta.

## Géographie
La cime de la Forchetta est une cime constituée de trois sommets distincts, avec pour altitudes, du sud au nord : 3 006 m, 3 011 m et 3 015 m. Elle se situe entre la cime de Baus, et la cime de Nasta, sur la ligne de crête d'orientation nord-sud qui relie la cime de l'Argentera en Italie, à la cime Guilié, sur la frontière avec la France. Cette ligne de crête sépare les communes italiennes de Valdieri à l'ouest, et d'Entracque, à l'est. D'un point de vue géologique, la cime Paganini est principalement constituée de gneiss.

## Accès
L'itinéraire classique démarre du refuge Remondino, en Italie. Il rejoint ensuite le col de la Forchetta, entre la cime de Nasta et la cime de la Forchetta, et de là, le sommet est atteint en quelques minutes par l'arête nord-ouest.

### Cartographie
- Carte no 112 au 1/25 000 de l'Istituto Geografico Centrale : « Valle Stura, Vinadio, Argentera »